# Muskrat Candlelight
"Muskrat Candlelight" (posteriormente chamada "Muskrat Love" em versões cover) é uma música de 1972 do cantor norte-americano Willis Alan Ramsey, lançada originalmente no álbum de mesmo nome. A letra fala de um romance de ratos-almiscarados.

## Cover de America
O trio norte-americano de folk-rock, America, lançou uma versão cover da música em seu disco Hat Trick de 1973. A música foi lançada também como single, tendo este alcançado o 67º lugar na parada musical Billboard Hot 100 Singles Chart e o 11º lugar no Billboard Adult Contemporary.
De acordo com o que Gerry Beckley disse no livreto do boxset do álbum Highway: 30 Years of America, a música foi apresentada à banda por David Dickley (músico auxiliar que gravou o baixo do disco Hat Trick junto com a banda). Todos viram a música como bastante comercial e resolveram trabalhar nela, apesar da gravadora não ter se mostrado tão entusiasmada.
A música aparece também em boa parte das coletâneas da banda, como History: America's Greatest Hits, Highway: 30 Years of America e Here & Now.

## Captain & Tennille
A versão da dupla Captain & Tennille, lançada em 1976, no álbum Song of Joy, alcançou o 4º lugar na parada musical Billboard Hot 100 e permaneceu 4 semanas no topo da parada Billboard Adult Contemporary. Há nesta versão o uso de sintetizadores para simular os sons de ratos-almiscarados cortejando.
Recentemente, essa versão foi considerada como uma das piores canções populares de todos os tempos.